# Anisotes
Anisotes, biljni rod iz porodice primogovki smješten u tribus Justicieae, dio potporodice Acanthoideae. Sastoji se od 28 vrsta (29 na popisu Kew–a) iz tropske i južne Afrike,  Arapskog poluotoka i Madagaskara. Tipična vrsta je Anisotes trisulcus (Forssk.) Nees. Opisan je u Prodromus Systematis Naturalis Regni Vegetabilis 11: 424. 1847. 

## Opis
Grmlje. Lišće nasuprotno. Čaška aktinomorfna, dlakava; režnjevi 5. Vjenčić s 2 usne, crvene ili narančaste; usne duge; gornja sitno režnjevita, donja 3-režnjevita s 2 kanala na donjoj površini. Plodni prašnici 2. Prašnici pričvršćeni paralelno s nitima; polen prolatna. Čahura drvenasta, s neelastičnim bazama posteljice. Sjemenki 4, bez higroskopnih dlaka. 

## Vrste
1. Anisotes bracteatus Milne-Redh.
2. Anisotes comorensis (Lindau) T.F.Daniel
3. Anisotes divaricatus T.F.Daniel, Mbola, Almeda & Phillipson
4. Anisotes diversifolius Balf.fil.
5. Anisotes dumosus Milne-Redh.
6. Anisotes formosissimus (Klotzsch) Milne-Redh.
7. Anisotes galanae (Baden) Vollesen
8. Anisotes guineensis Lindau
9. Anisotes hygroscopicus T.F.Daniel, Letsara & Martín-Bravo
10. Anisotes involucratus Fiori
11. Anisotes macrophyllus (Lindau) Heine
12. Anisotes madagascariensis Briq.
13. Anisotes mayottensis T.F.Daniel
14. Anisotes nyassae Baden
15. Anisotes parvifolius Oliv.
16. Anisotes pulchellus (Benoist) T.F.Daniel, Letsara & Rakotonas.
17. Anisotes rogersii S.Moore
18. Anisotes sessiliflorus (T.Anderson) C.B.Clarke
19. Anisotes spectabilis (Mildbr.) Vollesen
20. Anisotes subcoriaceus T.F.Daniel, Letsara & Martín-Bravo
21. Anisotes tablensis T.F.Daniel
22. Anisotes tanensis Baden
23. Anisotes tangensis Baden
24. Anisotes trisulcus (Forssk.) Nees
25. Anisotes ukambensis Lindau
26. Anisotes umbrosus Milne-Redh.
27. Anisotes venosus T.F.Daniel, Letsara & Martín-Bravo
28. Anisotes zenkeri (Lindau) C.B.Clarke

## Vanjske poveznice
- WFO, Anisotes Nees